# Эртинг
Эртинг (англ. Irthing) — река в Великобритании. Протекает на северо-западе Англии в графстве Камбрия. Длина 55 км. В ранних источниках название реки записывалось как «Ard» или «Arden».
Эртинг берёт начало в лесу Килдер. В течение первых 15 км своего пути к югу она определяет границу между Нортамберлендом и Камбрией. В 0.75 километра восточней остатков римского каструма Бирдосвальд реку пересекает вал Адриана по мосту в Уиллоуфорд (англ. Willowford). Далее река поворачивает на запад, здесь её берега усеяны другими древнеримскими объектами, связанными с римской дорогой Стэнгейт и валом Адриана. Участок вала длиной 924 метра, включающий две башни и остатки моста, проходит здесь вдоль реки. После того, как река минует город Брамптон в неё впадает приток Гелт. Эртинг впадает в реку Иден с правой стороны. Является мелкой рекой, что легко выходит из берегов после проливных дождей.